# Yos Sudarso (ostrov)
Yos Sudarso je dvanáctý největší ostrov Indonésie. Nachází se při jihozápadním pobřeží Nové Guiney, dalším sousedním ostrovem je menší Komoran, všechny tři ostrovy jsou odděleny několik kilometrů úzkými průlivy. Yos Sudarso je součástí provincie Jižní Papua.
Ostrov je pojmenován po indonéském námořním důstojníkovi Yosu Sudarsovi, který zemřel v bitvě proti Nizozemcům. Má řadu dalších používaných názvů (Dolak, Dolok, Kimaam, Kolepom či starší název ostrov Frederika Hendrika z doby nizozemské koloniální nadvlády).
Celý ostrov je rovinatý, nadmořská výška dosahuje převážně jen několika metrů. Většinu plochy pokrývají bažiny, rozsáhlé jsou také místní porosty mangrove. Hustota osídlení je velmi nízká, i největší sídlo Kimaam je pouze vesnicí. Obyvatelé ostrova žijí převážně tradičním životem.